# 大青沟管理局
大青沟管理局，是中国内蒙古自治区通辽市科尔沁左翼后旗下辖的一个类似乡级单位。

## 行政区划
大青沟管理局共辖以下地区：
虚拟生活区。